# Віла-де-Рей (парафія)
Віла-де-Рей (порт. Vila de Rei; МФА: [ˈvi.ɫɐ dɨ ˈʁɐj]) — парафія в Португалії, у муніципалітеті Віла-де-Рей. Розташована в східній частині країни, на теренах історичної португальської провінції Бейра. Входить до складу округу Каштелу-Бранку. За адміністративним поділом, чинним до 1976 року, терени парафії були складовою провінції Нижня Бейра. Належить до Порталегрівсько-Каштелу-Бранківської діоцезії Католицької церкви. Патрон — Діва Марія. Площа — 141,9509 км². Населення — 2610 ос. (2011). Слабо урбанізований регіон. Густота населення — 18,39 осіб/км²
. Код — 051003.

## Населення
| Кількість мешканців | Кількість мешканців | Кількість мешканців | Кількість мешканців | Кількість мешканців | Кількість мешканців | Кількість мешканців | Кількість мешканців | Кількість мешканців | Кількість мешканців | Кількість мешканців | Кількість мешканців | Кількість мешканців | Кількість мешканців | Кількість мешканців |
| ------------------- | ------------------- | ------------------- | ------------------- | ------------------- | ------------------- | ------------------- | ------------------- | ------------------- | ------------------- | ------------------- | ------------------- | ------------------- | ------------------- | ------------------- |
| 1864                | 1878                | 1890                | 1900                | 1911                | 1920                | 1930                | 1940                | 1950                | 1960                | 1970                | 1981                | 1991                | 2001                | 2011                |
| 3 768               | 4 074               | 4 641               | 4 807               | 5 463               | 5 154               | 5 124               | 6 277               | 5 982               | 5 462               | 4 591               | 3 386               | 2 686               | 2 504               | 2 610               |